# Симеониди, Харалампий Еврепидович
Харалампий Еврепидович Симеониди (4 января 1929 года, село Дагва, АССР Аджаристан, ССР Грузия — 21 мая 1992 года, село Дагва, Кобулетский муниципалитет, Грузия) — звеньевой колхоза имени Ворошилова Дагвинского сельсовета Кобулетского района Аджарской АССР, Грузинская ССР. Герой Социалистического Труда (1949).

## Биография
Родился в 1929 году в крестьянской семье в селе Дагва Батумского уезда. Окончил местную сельскую школу. Трудовую деятельность начал подростком в годы Великой Отечественной войны в колхозе имени Ворошилова, председателем которого с 1933 года был Христо Лавасас. Трудился сборщиком в чаеводческой бригаде № 4, которой руководил Георгий Полихронович Павлиди. В послевоенные годы возглавил комсомольско-молодёжное звено № 3 бригады Георгия Павлиди, в составе которого трудилось 15 колхозников. Его звено обслуживало 3,5 гектара чайной плантации и 2 гектара цитрусового сада.
В 1950 году звено под его руководством собрало в среднем с каждого гектара по 9134,8 килограмм сортового зелёного чайного листа с площади 3,5 гектара. Указом Президиума Верховного Совета СССР от 1 сентября 1951 года удостоен звания Героя Социалистического Труда за «получение в 1950 году высоких урожаев сортового зелёного чайного листа» с вручением ордена Ленина и золотой медали «Серп и Молот» (№ 6157).
Этим же указом званием Героя Социалистического Труда был награждён бригадир бригады № 5 Алкивиад Симвулиди. 14 ноября этого же года званием Героя Социалистического Труда был награждён его бригадир Георгий Павлиди.
Дважды участвовал в работе всесоюзной выставке ВДНХ в Москве.
Проживал в родной деревне Дагва. Умер в мае 1992 года. Похоронен на местном сельском кладбище..
Награды
- Герой Социалистического Труда
- Орден Ленина
- Бронзовая медаль ВДНХ.